# 제주 선흘리 벵뒤굴
제주 선흘리 벵뒤굴(濟州 善屹里 벵뒤窟)은 대한민국 제주특별자치도 제주시 조천읍 선흘리에 있는 천연동굴이다. 2008년 1월 15일 대한민국의 천연기념물 제490호로 지정되었다.

## 개요
벵뒤굴은 동굴 총길이가 4,481m의 세계적으로 가장 복잡한 미로형 동굴에 속하는 용암동굴로 용암류가 평평한 대지상에서 복잡한 유로를 가지며 연속적으로 흘러 미로형 용암동굴의 생성과정을 밝힐 수 있는 중요한 학술적 가치를 가진 동굴이다.
벵뒤굴은 지표면 가까이 생성되어 동굴 천장과 지표가 매우 얇아 함몰된 입구가 여러 개 있으며, 동굴내부에는 곳곳에 2층, 3층의 동굴구조와 용암석주, 용암교 등과 같은 동굴지형이 잘 발달 되어 있어 만장굴 등과 함께 세계자연유산으로 등재된 용암동굴 중 하나이다.
현재 벵뒤굴은 동굴 생성물 등의 보호를 위해 공개제한지역으로 지정되어 있어 관리 및 학술 목적 등으로 출입하고자 할때에는 문화재청장의 허가를 받아 출입할 수 있다.

## 참고 자료
- 제주 선흘리 벵뒤굴 - 국가유산청 국가유산포털